# Cirrhilabrus exquisitus
Cirrhilabrus exquisitus Smith, 1957 è un pesce d'acqua salata appartenente alla famiglia Labridae.

## Distribuzione e habitat
Proviene dalle barriere coralline dell'oceano Pacifico e dell'oceano Indiano; è stato localizzato a Tuamotu, in Sudafrica e in Africa orientale. Nuota solitamente tra i 2 e i 10 m di profondità ma occasionalmente è stato osservato oltre i 30.

## Descrizione
È una specie di dimensioni medio-piccole, che raggiunge al massimo i 12 cm di lunghezza. Il suo corpo è leggermente compresso lateralmente e allungato. Il profilo della testa non è particolarmente appuntito. Negli esemplari adulti la pinna caudale ha i raggi esterni più allungati. Presentano delle striature bluastre e una macchia sul peduncolo caudale.
I giovani e le femmine si distinguono facilmente dai maschi adulti perché sono rosa intensi o rossi con una macchia bianca sulla testa; i maschi adulti, grigi-verdastri con gli occhi rossi, con un'area dello stesso colore sulla pinna dorsale, sulla testa e alla base delle pinne pettorali.

## Biologia

### Comportamento
Nuota in banchi; spesso visto attorno ad esemplari di Heliofungia actiniformis.

### Alimentazione
Si nutre prevalentemente di invertebrati acquatici.

### Riproduzione
È oviparo e la fecondazione è esterna. Non ci sono cure verso le uova.

## Conservazione
Viene a volte allevato in acquario, ma non viene pescato così frequentemente da essere in pericolo ed è diffuso in alcune aree marine protette. La lista rossa IUCN classifica quindi questa specie come "a rischio minimo" (LC).